# 過海隧道巴士118線
過海隧道巴士118線是香港一條由九龍巴士及城巴聯合營辦的過海隧道路線，來往小西灣（藍灣半島）及長沙灣（深旺道），取道東區走廊（銅鑼灣至筲箕灣一段）提供小西灣及柴灣來往西九龍（紅磡、佐敦、油麻地、旺角及深水埗）的特快過海巴士服務。
過海隧道巴士118P線為118線的特別班次，起訖點與118線相同，但只於繁忙時間服務，途經杏花邨及柴灣東，不經柴灣道及柴灣站一帶。

## 簡介及歷史
早於1987-1991年九巴路線發展計劃，便已提出開辦來往柴灣至西九龍的過海隧巴路線建議，當時編號為106X，來往深水埗碼頭至柴灣（經東區走廊），但不獲運輸署支持而被擱置。直至小西灣開始發展，於1995-1996年的東區路線發展計劃，城巴及中巴均提出小西灣來往深水埗的路線方案，分別為途經紅磡海底隧道／東區走廊的118號線，及途經東區海底隧道／觀塘繞道的602號線，最後城巴的建議獲運輸署批准而開辦，即118號線。
- 1995年6月26日：118線開辦，當時由柴灣（東）巴士總站來往深水埗（欽州街）巴士總站，由城巴獨自經營。城巴原計劃東區總站設於小西灣，但當時小西灣邨巴士總站已告爆滿，而小西灣（北）巴士總站尚未建成，故以常安街巴士總站作臨時總站，但由柴灣（東）開出後，卻是先繞經新業街迴旋處才折回柴灣道西行。
- 1995年11月13日：遷往小西灣總站，當時總站位於小西灣邨商場對面（現址為小西灣綜合大樓）。
- 1995年11月26日：九巴加入經營本線。
- 1997年1月13日：118杏花邨特別班次投入服務，即現時118P線的前身。
- 1997年4月13日：118銅鑼灣特別班次投入服務，即現時的N118線。
- 1998年1月26日：118杏花邨特別班次編為118P，並延長至小西灣總站。
- 2001年7月22日：本線連同118P及N118線遷往小西灣藍灣半島總站。
- 2003年9月29日：逢星期一至五上課日晚上加開由盛泰道香港專業教育學院柴灣分校外往深水埗的特別班次，於盛泰道開出後直接經東區走廊往紅磡海底隧道。
- 2004年7月4日：本線連同118P及N118線遷往深水埗（東京街）巴士總站，以配合九巴66線縮短至深水埗（欽州街）的原有計劃。
- 2005年6月13日：118P增設星期一至五下午回程服務，取道全段東區走廊及杏花邨[2][3][4]。
- 2013年1月13日：提早逢星期一至六（公眾假期除外）小西灣首班車開出時間，並修改班次。
- 2013年10月22日：香港專業教育學院（柴灣分校）開出之特別班次停止服務[5]。
- 2013年12月28日：與110線重組，往小西灣離開紅隧後改經維園道及東區走廊直達柴灣道，原有的歌頓道、電氣道及渣華道路段改歸110線。
- 2016年5月23日：九巴班次增設到站時間預報。
- 2016年10月6日：因深水埗（東京街西）巴士總站臨時關閉，總站遷往長沙灣（深旺道）巴士總站。
- 2018年5月28日：城巴班次增設實時抵站時間查詢服務。
- 2019年2月24日：往小西灣方向加停東京街西「西九龍法院大樓」站。[6]
- 2022年8月19日：118P線往長沙灣班次星期一至五由16班減至13班，星期六由14班減至11班；往小西灣班次由10班減至9班。[7]
- 2023年8月14日：
  - 118線星期六由康翠臺開出之特別班次削減至一班，開出時間為07:50
  - 118P線星期一至五由小西灣（藍灣半島）開出之班次減至十一班，星期六則減至九班；星期一至五由長沙灣（深旺道）開出之班次減至八班。
    - 由於當天為星期一，實際上於8月19日方正式生效。
- 2024年9月9日：118P線往小西灣方向於盛泰道後，改經永泰道前往柴灣道;取消東區走廊「張振興伉儷書院」、柴灣道「怡泰街」及「漁灣邨」站，增設永泰道「柴灣工業城」站[8]。

## 服務時間及班次
118常規班次
| 小西灣（藍灣半島）開 | 小西灣（藍灣半島）開 | 小西灣（藍灣半島）開 | 長沙灣（深旺道）開 | 長沙灣（深旺道）開 | 長沙灣（深旺道）開 |
| 日期                 | 服務時間             | 班次（分鐘）         | 日期               | 服務時間           | 班次（分鐘）       |
| -------------------- | -------------------- | -------------------- | ------------------ | ------------------ | ------------------ |
| 星期一至五           | 06:02-06:47          | 9                    | 星期一至五         | 06:05-07:58        | 6/7                |
| 星期一至五           | 06:53                | 06:53                | 星期一至五         | 08:08-08:28        | 10                 |
| 星期一至五           | 06:59-07:58          | 9/10                 | 星期一至五         | 08:28-09:16        | 6                  |
| 星期一至五           | 08:06-09:14          | 7/9                  | 星期一至五         | 09:23-10:40        | 8/9                |
| 星期一至五           | 09:22-10:39          | 6/7                  | 星期一至五         | 10:45-12:09        | 7/8                |
| 星期一至五           | 10:48-12:08          | 8/9                  | 星期一至五         | 12:14-13:31        | 7/8                |
| 星期一至五           | 12:13-13:31          | 6                    | 星期一至五         | 13:37-14:54        | 7                  |
| 星期一至五           | 13:37-14:54          | 5/6                  | 星期一至五         | 15:00-16:20        | 5/6                |
| 星期一至五           | 14:59-16:20          | 5/6                  | 星期一至五         | 16:27-17:46        | 5/7                |
| 星期一至五           | 16:26-17:46          | 5/6                  | 星期一至五         | 17:56-19:14        | 8/10               |
| 星期一至五           | 17:50-19:16          | 4-7                  | 星期一至五         | 19:19-20:44        | 4-8                |
| 星期一至五           | 19:25-20:44          | 8/9                  | 星期一至五         | 20:52-21:38        | 5/6                |
| 星期一至五           | 20:52-22:22          | 7-12                 | 星期一至五         | 21:38-22:22        | 4                  |
| 星期一至五           | 22:30-00:00          | 10                   | 星期一至五         | 22:28-00:00        | 5-7                |
| 星期一至五           | 23:00-00:00          | 12                   |                    |                    |                    |
| 星期六               | 06:02-07:58          | 9/10                 | 星期六             | 06:05-06:35        | 10                 |
| 星期六               | 08:06-09:22          | 7/8                  | 星期六             | 06:35-07:10        | 7                  |
| 星期六               | 09:28-10:45          | 5/6                  | 星期六             | 07:10-07:58        | 6                  |
| 星期六               | 10:54-12:08          | 8/9                  | 星期六             | 08:10-09:22        | 12                 |
| 星期六               | 12:13-13:31          | 4/5                  | 星期六             | 09:31-10:09        | 9/10               |
| 星期六               | 13:37-14:54          | 5-7                  | 星期六             | 10:09-10:45        | 12                 |
| 星期六               | 14:59-16:20          | 4-6                  | 星期六             | 10:55-12:08        | 6/7                |
| 星期六               | 16:26-17:46          | 5/6                  | 星期六             | 12:16-13:31        | 7/8                |
| 星期六               | 17:52-18:50          | 6/7                  | 星期六             | 13:37-14:54        | 5/6                |
| 星期六               | 18:50-19:16          | 8/9                  | 星期六             | 15:00-16:20        | 5/6                |
| 星期六               | 19:25-19:44          | 9/10                 | 星期六             | 16:25-17:46        | 4/5                |
| 星期六               | 19:44-20:44          | 12                   | 星期六             | 17:53-19:14        | 5-7                |
| 星期六               | 20:52-22:22          | 7/8                  | 星期六             | 19:21-20:44        | 4-7                |
| 星期六               | 22:34-22:58          | 12                   | 星期六             | 20:52-21:28        | 6                  |
| 星期六               | 22:58-00:00          | 15/16                | 星期六             | 21:28-22:22        | 4/5                |
|                      |                      |                      | 星期六             | 22:27-00:00        | 5-7                |
| 星期日及公眾假期     | 06:05-07:08          | 10/11                | 星期日及公眾假期   | 06:05-07:05        | 12                 |
| 星期日及公眾假期     | 07:15-08:15          | 10                   | 星期日及公眾假期   | 07:17-08:15        | 10-12              |
| 星期日及公眾假期     | 08:22-09:41          | 5-7                  | 星期日及公眾假期   | 08:25-09:41        | 10-12              |
| 星期日及公眾假期     | 09:51-10:58          | 7-9                  | 星期日及公眾假期   | 09:51-10:58        | 9/10               |
| 星期日及公眾假期     | 11:03-12:15          | 5/6                  | 星期日及公眾假期   | 11:07-12:15        | 8/9                |
| 星期日及公眾假期     | 12:22-13:32          | 6/7                  | 星期日及公眾假期   | 12:22-13:32        | 6/7                |
| 星期日及公眾假期     | 13:37-14:48          | 5/6                  | 星期日及公眾假期   | 13:39-14:49        | 7                  |
| 星期日及公眾假期     | 14:55-16:06          | 7/8                  | 星期日及公眾假期   | 14:54-16:06        | 5/6                |
| 星期日及公眾假期     | 16:11-17:22          | 5/6                  | 星期日及公眾假期   | 16:11-17:23        | 5/6                |
| 星期日及公眾假期     | 17:29-18:40          | 6-8                  | 星期日及公眾假期   | 17:29-18:40        | 6/7                |
| 星期日及公眾假期     | 18:47-19:57          | 6/7                  | 星期日及公眾假期   | 18:47-19:57        | 7                  |
| 星期日及公眾假期     | 20:07-21:24          | 10-12                | 星期日及公眾假期   | 20:02-21:24        | 4/5                |
| 星期日及公眾假期     | 21:32-22:41          | 7/8                  | 星期日及公眾假期   | 21:30-22:00        | 6                  |
| 星期日及公眾假期     | 22:55-23:40          | 15                   | 星期日及公眾假期   | 22:00-22:41        | 10/11              |
| 星期日及公眾假期     | 23:40-00:00          | 20                   | 星期日及公眾假期   | 22:48-00:00        | 8                  |

118特別班次
康翠臺 → 長沙灣（深旺道）
- 星期一至六：07:50、08:20

海底隧道收費廣場→小西灣（藍灣半島）
- 星期一至五：18:20

旺角（奶路臣街）→小西灣（藍灣半島）
- 星期一至五：18:30

118P
| 小西灣（藍灣半島）開 | 小西灣（藍灣半島）開       | 長沙灣（深旺道）開 | 長沙灣（深旺道）開         |
| 日期                 | 開出時間                   | 日期               | 開出時間                   |
| -------------------- | -------------------------- | ------------------ | -------------------------- |
| 星期一至五           | 06:50、07:10、07:17、07:25 | 星期一至五         | 16:57、17:13、17:28、17:43 |
| 星期一至五           | 07:34、07:42、07:49、07:54 | 星期一至五         | 17:59、18:15、18:35、18:55 |
| 星期一至五           | 08:05、08:15、08:25、08:35 |                    |                            |
| 星期六               | 06:50、07:10、07:22、07:32 |                    |                            |
| 星期六               | 07:42、07:52、07:59、08:11 |                    |                            |
| 星期六               | 08:24                      |                    |                            |

- 藍字表示以基榮小學為終點站。

除118康翠臺特別班次外，所有特別班次及118P線逢星期六、日及公眾假期不設服務
- 註：有紅字班次為九巴派車，其餘班次為城巴派車。

## 收費
118(P)
全程：$12.9
- 太子站往小西灣（藍灣半島）：$12.2
- 過紅磡海底隧道後往長沙灣（深旺道）：$7.7
- 阿公岩道（118）／杏花新城東翼（118P）往小西灣（藍灣半島）：$6.1

| - 本線設有12歲以下小童及65歲或以上長者半價優惠。 - 65歲或以上香港居民使用「樂悠咭」，以及12歲以下合資格殘疾兒童使用「殘疾人士身份」個人八達通繳付車資，均可享有每程$2.0或半價（以較低者為準）的票價優惠；12至64歲合資格殘疾人士使用「殘疾人士身份」個人八達通（包括「樂悠咭」），以及60至64歲香港居民使用「樂悠咭」繳付車資，均可享有每程$2.0或全費（以較低者為準）的票價優惠。 - 65歲或以上長者如使用長者或一般個人八達通繳付車資，則只可享有半價優惠；12至64歲合資格殘疾人士如不使用「殘疾人士身份」個人八達通，以及60至64歲人士如不使用「樂悠咭」繳付車資，必須繳付全費。 - 乘客可以現金或八達通於上車時付款，不設找續。 - 每位成人乘客可免費攜帶最多兩名4歲以下而不佔座位的兒童乘客乘車，超額之4歲以下小童必須繳付小童車費乘車。 - 持有「九巴月票」之乘客在車票有效期內，每日可享最多10程任何九龍巴士及龍運巴士路線（包括本路線，合資格車程只適用於九龍巴士／龍運巴士提供的班次；惟乘搭機場「A」及「NA」線則可享原價二七折優惠（不會計算每天10次合資格車程））；而B1線則可每日可享最多2程（不會計算每天10次合資格車程）。 - 九龍巴士、城巴、龍運巴士及陽光巴士全職員工及家屬（不包括外判職員）可免費乘搭本路線（陽光巴士員工及家屬只適用於九龍巴士提供的班次），惟必須拍職員或職員家屬八達通。 - 乘客亦可使用AlipayHK「易乘碼」、支付寶、WeChatHK／微信支付「搭車碼」、銀聯雲閃付「乘車碼」及BOC Pay「乘車碼」、具有感應式支付功能的JCB、卡美國運通、大來國際、Discover Card（只適用於九龍巴士／龍運巴士提供的班次）、VISA、Mastercard及銀聯卡，以及Apple Pay、Google Pay及Samsung Pay流動支付平台繳付車資。九巴班次的乘客使用上述付款方式，將只可享有與其他九巴路線／聯營路線九巴班次之轉乘優惠；城巴班次的乘客使用上述付款方式，將只可享有與其他城巴獨營路線或聯營線城巴班次之轉乘優惠。乘客亦不能享有「公共交通費用補貼計劃」及「長者及合資格殘疾人士公共交通票價優惠計劃」。 |

## 八達通轉乘優惠
乘搭此線往港島方向之乘客於登車後150分鐘內在海底隧道巴士轉乘站轉乘以下路線，第二程成人票價便可減收$3.5，小童／長者票價減收$1.8，乘客必須在150分鐘內轉車。
| 紅隧轉乘優惠計劃路線列表 | 紅隧轉乘優惠計劃路線列表 | 紅隧轉乘優惠計劃路線列表 | 紅隧轉乘優惠計劃路線列表 |
| 巴士公司                 | 轉乘路線                 | 出發地                   | 目的地                   |
| ------------------------ | ------------------------ | ------------------------ | ------------------------ |
| 城巴、九巴               | 101                      | 觀塘（裕民坊）           | 堅尼地城                 |
| 城巴、九巴               | 102                      | 美孚                     | 筲箕灣                   |
| 城巴、九巴               | 102P                     | 美孚                     | 筲箕灣                   |
| 城巴、九巴               | 103                      | 竹園邨                   | 蒲飛路                   |
| 城巴、九巴               | 104                      | 白田                     | 堅尼地城                 |
| 城巴、九巴               | 106                      | 黃大仙                   | 小西灣（藍灣半島）       |
| 城巴、九巴               | 106P                     | 黃大仙                   | 小西灣（藍灣半島）       |
| 城巴                     | 106A                     | 黃大仙                   | 太古（康怡廣場）         |
| 城巴、九巴               | 107                      | 九龍灣                   | 華貴邨                   |
| 城巴、九巴               | 107P                     | 海逸豪園                 | 數碼港                   |
| 九巴                     | 108                      | 九龍灣（啟業）           | 寶馬山                   |
| 城巴、九巴               | 109                      | 何文田                   | 中環（港澳碼頭）         |
| 城巴、九巴               | 110                      | 尖沙咀東（麼地道）       | 筲箕灣                   |
| 城巴、九巴               | 111                      | 坪石                     | 中環（港澳碼頭)          |
| 城巴、九巴               | 111P                     | 彩福                     | 中環（港澳碼頭)          |
| 城巴、九巴               | 112                      | 蘇屋                     | 北角（百福道）           |
| 城巴、九巴               | 113                      | 彩虹                     | 堅尼地城（卑路乍灣）     |
| 城巴、九巴               | 115                      | 九龍城碼頭               | 中環（港澳碼頭）         |
| 城巴、九巴               | 115P                     | 海逸豪園                 | 中環（港澳碼頭）         |
| 城巴、九巴               | 116                      | 慈雲山（中）             | 鰂魚涌（祐民街）         |
| 城巴、九巴               | 117                      | 深水埗（欽州街）         | 跑馬地（下）             |
| 城巴、九巴               | 118                      | 長沙灣（深旺道）         | 小西灣（藍灣半島）       |
| 城巴、九巴               | 118P                     | 長沙灣（深旺道）         | 小西灣（藍灣半島）       |
| 城巴、九巴               | 170                      | 沙田站                   | 華富（中）               |
| 城巴、九巴               | 171                      | 荔枝角                   | 海怡半島                 |
| 城巴、九巴               | 182                      | 愉翠苑                   | 中環（港澳碼頭）         |

## 使用車輛
由於富豪低地台巴士的上斜能力欠佳，而本線主要客源是往來柴灣的乘客，在全車爆滿的情況下，利用富豪低地台巴士會對其制動系統造成損耗，因此九巴現時並無富豪金巴為其常規車輛。唯本線在2021年10月調入3輛高載版富豪B9TL 12米（AVBWU）。由2010年7月1日起其中一輛丹尼士三叉戟被調走，換入配置歐盟四型的亞歷山大丹尼士Enviro 500，（2010年7月12日起）再引入另一輛同款巴士，相隔兩星期後再引入兩部同款巴士。相隔3年後（2013年9月）更換入歐盟五型的亞歷山大丹尼士Enviro 500 MMC（E50D），進一步提升本線水平。
2020年7月，本線獲批准採用12.8米巴士行走，九巴隨即引入亞歷山大丹尼士Enviro 500 MMC 12.8米（E6X）行走此路線，進一步提升載客量水平。 
現時，九巴共派出18輛用車，包括3輛富豪B8L 12米（V6B）及15輛亞歷山大丹尼士Enviro 500 MMC  (4輛12.8米3ATENU及11輛12米ATENU) ，均屬荔枝角車廠。
| 車隊編號  | 車牌   |
| --------- | ------ |
| 3ATENU60  | UE4821 |
| 3ATENU71  | UE6378 |
| 3ATENU86  | UE5378 |
| 3ATENU87  | UE6545 |
| ATENU1255 | VB7588 |
| ATENU1439 | VL7507 |
| ATENU1440 | VL7728 |
| ATENU1443 | VL9728 |
| ATENU1454 | VM3892 |
| ATENU1485 | VM9529 |
| ATENU1501 | VN2411 |
| ATENU1537 | VR3778 |
| ATENU1538 | VK3811 |
| ATENU1541 | VR3197 |
| ATENU1542 | VR3199 |
| V6B96     | WG8086 |
| V6B162    | XB4584 |
| V6B163    | XB4295 |

城巴主要使用亞歷山大丹尼士Enviro 500 MMC 12米及12.8米(83XX-85XX，6300-6459)、富豪B8L(88XX)和 亞歷山大丹尼士Enviro 500 (81XX-83XX)

## 行車路線
118
小西灣（藍灣半島）開經：小西灣道、富怡道、小西灣道、柴灣道、環翠道、柴灣道、東區走廊、維園道、告士打道、杜老誌道天橋、杜老誌道、鴻興道、紅磡海底隧道、康莊道、漆咸道南、加士居道、彌敦道、荔枝角道、黃竹街、汝州街、欽州街、欽州街西及深旺道。
康翠臺特別班次開出後經康民街，然後返回柴灣道常規班次原有路線，不經斜體字之路段。
長沙灣（深旺道）開經：深旺道、興華街西、連翔道、東京街西、東京街、青山道、欽州街、長沙灣道、彌敦道、加士居道、漆咸道南、康莊道、紅磡海底隧道、告士打道、東區走廊、柴灣道、環翠道、柴灣道、小西灣道、富怡道及小西灣道。
118P
小西灣（藍灣半島）開經：小西灣道、富怡道、小西灣道、柴灣道、永泰道、翠灣街、順泰道、盛泰道、東區走廊、維園道、告士打道、杜老誌道天橋、杜老誌道、鴻興道、紅磡海底隧道、康莊道、漆咸道南、加士居道、彌敦道、荔枝角道、黃竹街、汝州街、欽州街、欽州街西及深旺道。
以旺角為終點站的班次不經有粗體字之路段。
長沙灣（深旺道）開經：深旺道、興華街西、連翔道、東京街西、東京街、青山道、欽州街、長沙灣道、彌敦道、加士居道、漆咸道南、康莊道、紅磡海底隧道、告士打道、東區走廊、盛泰道、永泰道、柴灣道、小西灣道、富怡道及小西灣道。

### 沿線車站
118
| 小西灣（藍灣半島）／康翠臺（特別班次）開 | 小西灣（藍灣半島）／康翠臺（特別班次）開 | 小西灣（藍灣半島）／康翠臺（特別班次）開 | 長沙灣（深旺道）開 | 長沙灣（深旺道）開           | 長沙灣（深旺道）開               |
| 序號                                     | 車站名稱                                 | 位置                                     | 序號               | 車站名稱                     | 位置                             |
| ---------------------------------------- | ---------------------------------------- | ---------------------------------------- | ------------------ | ---------------------------- | -------------------------------- |
| 1*                                       | 小西灣（藍灣半島）                       | 小西灣（藍灣半島）公共運輸交匯處         | 1                  | 長沙灣（深旺道）巴士總站     | 長沙灣（深旺道）巴士總站         |
| 2*                                       | 富怡花園                                 | 富怡道                                   | 2                  | 西九龍法院大樓               | 東京街西                         |
| 3*                                       | 曉翠街                                   | 小西灣道                                 | 3                  | 麗閣邨                       | 東京街                           |
| 4*                                       | 富城閣                                   | 柴灣道                                   | 4                  | 長沙灣站                     | 東京街                           |
| 5*                                       | 樂軒臺                                   | 柴灣道                                   | 5                  | 營盤街                       | 青山道                           |
| 6*                                       | 環翠商場                                 | 柴灣道                                   | 6                  | 長沙灣政府合署               | 欽州街                           |
| 7*                                       | 環翠邨澤翠樓                             | 環翠道                                   | 7                  | 北河街（Y24）                | 長沙灣道                         |
| 8*                                       | 興華邨卓華樓                             | 環翠道                                   | 8                  | 楓樹街                       | 長沙灣道                         |
| 9*                                       | 興華邨豐興樓                             | 環翠道                                   | 9                  | 太子站（S2）                 | 彌敦道                           |
| 10*                                      | 興華邨裕興樓                             | 柴灣道                                   | 10                 | 水渠道 （聯合廣場）（S7）    | 彌敦道                           |
| ^                                        | 康翠臺                                   | 康翠臺巴士總站                           | 11                 | 奶路臣街 （銀行中心）（S19） | 彌敦道                           |
| ^                                        | 康民工業中心                             | 康民街                                   | 12                 | 登打士街（S25）              | 彌敦道                           |
| 11                                       | 天主教海星堂                             | 柴灣道                                   | 13                 | （S32）                      | 彌敦道                           |
| 12                                       | 興民邨                                   | 柴灣道                                   | 14                 | 勞資審裁處                   | 加士居道                         |
| 13                                       | 山翠苑                                   | 柴灣道                                   | 15                 | 香港理工大學第八期           | 漆咸道北                         |
| 14                                       | 筲箕灣官立中學                           | 柴灣道                                   | 16                 | 紅隧轉車站（A5）             | 康莊道                           |
| 15                                       | 阿公岩道                                 | 柴灣道                                   | 17                 | 阿公岩道                     | 柴灣道                           |
| 16                                       | 紅隧轉車站（C1）                         | 康莊道                                   | 18                 | 鯉魚門公園                   | 柴灣道                           |
| 17                                       | 拔萃女書院                               | 加士居道                                 | 19                 | 大潭道                       | 柴灣道                           |
| 18                                       | 眾坊街（N39）                            | 彌敦道                                   | 20                 | 東區醫院                     | 柴灣道                           |
| 19                                       | 碧街（N47）                              | 彌敦道                                   | 21                 | 高威閣                       | 柴灣道                           |
| 20                                       | 山東街（N59）                            | 彌敦道                                   | 22                 | 康民街                       | 柴灣道                           |
| 21                                       | 基榮小學                                 | 荔枝角道                                 | 23                 | 興華邨興翠樓                 | 環翠道                           |
| 22                                       | 塘尾道                                   | 荔枝角道                                 | 24                 | 興華邨卓華樓                 | 環翠道                           |
| 23                                       | 大南街                                   | 黃竹街                                   | 25                 | 青年廣場                     | 環翠道                           |
| 24                                       | 南昌街                                   | 汝州街                                   | 26                 | 怡泰街                       | 柴灣道                           |
| 25                                       | 桂林街                                   | 汝州街                                   | 27                 | 漁灣邨                       | 柴灣道                           |
| 26                                       | 基隆街                                   | 欽州街                                   | 28                 | 常安街                       | 柴灣道                           |
| 27                                       | 通州街公園                               | 欽州街                                   | 29                 | 富欣花園                     | 小西灣道                         |
| 28                                       | 富昌邨                                   | 深旺道                                   | 30                 | 培僑小學                     | 富怡道                           |
| 29                                       | 東京街西                                 | 深旺道                                   | 31                 | 小西灣（藍灣半島）           | 小西灣（藍灣半島）公共運輸交匯處 |
| 30                                       | 長沙灣（深旺道）巴士總站                 | 長沙灣（深旺道）巴士總站                 |                    |                              |                                  |

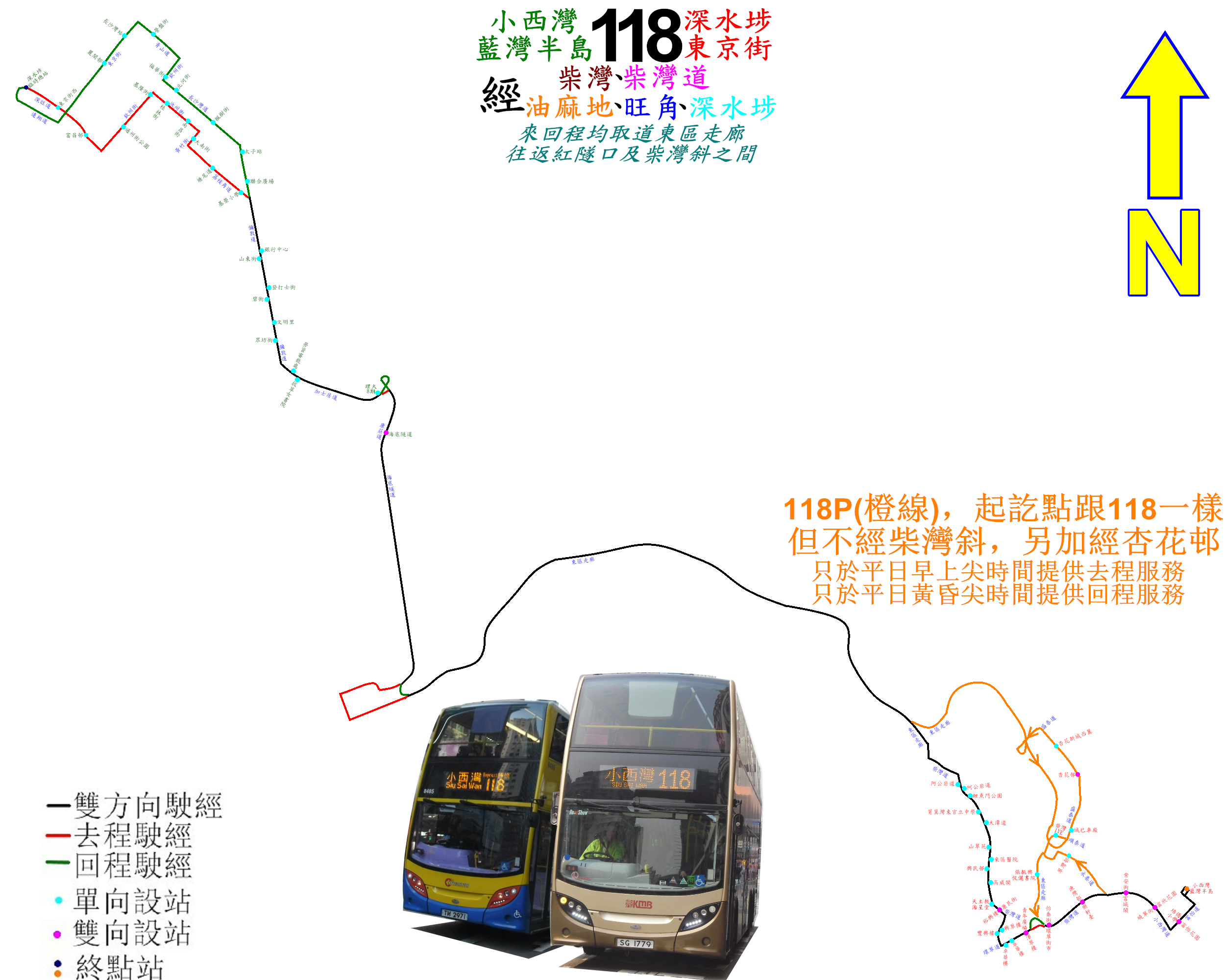
118系路線的走線圖，當中橙線表示118P特別加經的走線

- 有 ^ 號之車站祇限康翠臺特別班次停靠，同時不停靠有 * 號之車站。

118P
| 小西灣（藍灣半島）開 | 小西灣（藍灣半島）開     | 小西灣（藍灣半島）開             | 長沙灣（深旺道）開 | 長沙灣（深旺道）開           | 長沙灣（深旺道）開               |
| 序號                 | 車站名稱                 | 位置                             | 序號               | 車站名稱                     | 位置                             |
| -------------------- | ------------------------ | -------------------------------- | ------------------ | ---------------------------- | -------------------------------- |
| 1                    | 小西灣（藍灣半島）       | 小西灣（藍灣半島）公共運輸交匯處 | 1                  | 長沙灣（深旺道）巴士總站     | 長沙灣（深旺道）巴士總站         |
| 2                    | 富怡花園                 | 富怡道                           | 2                  | 西九龍法院大樓               | 東京街西                         |
| 3                    | 曉翠街                   | 小西灣道                         | 3                  | 麗閣邨                       | 東京街                           |
| 4                    | 富城閣                   | 柴灣道                           | 4                  | 長沙灣站                     | 東京街                           |
| 5                    | 翠灣邨 （翠壽樓）        | 永泰道                           | 5                  | 營盤街                       | 青山道                           |
| 6                    | 香港專業教育學院柴灣分校 | 順泰道                           | 6                  | 長沙灣政府合署               | 欽州街                           |
| 7                    | 杏花邨                   | 杏花邨公共運輸交匯處             | 7                  | 北河街（Y24）                | 長沙灣道                         |
| 8                    | 杏花新城（西翼）         | 盛泰道                           | 8                  | 楓樹街                       | 長沙灣道                         |
| 9                    | 紅隧轉車站（C1）         | 康莊道                           | 9                  | 太子站（S2）                 | 彌敦道                           |
| 10                   | 拔萃女書院               | 加士居道                         | 10                 | 水渠道 （聯合廣場）（S7）    | 彌敦道                           |
| 11                   | 眾坊街（N39）            | 彌敦道                           | 11                 | 奶路臣街 （銀行中心）（S19） | 彌敦道                           |
| 12                   | 碧街（N47）              | 彌敦道                           | 12                 | 登打士街（S25）              | 彌敦道                           |
| 13                   | 山東街（N59）            | 彌敦道                           | 13                 | （S32）                      | 彌敦道                           |
| 14                   | 基榮小學                 | 荔枝角道                         | 14                 | 勞資審裁處                   | 加士居道                         |
| 15#                  | 塘尾道                   | 荔枝角道                         | 15                 | 香港理工大學第八期           | 漆咸道北                         |
| 16#                  | 大南街                   | 黃竹街                           | 16                 | 紅隧轉車站（A5）             | 康莊道                           |
| 17#                  | 南昌街                   | 汝州街                           | 17                 | 杏花新城（東翼）             | 盛泰道                           |
| 18#                  | 桂林街                   | 汝州街                           | 18                 | 城巴車廠                     | 盛泰道                           |
| 19#                  | 基隆街                   | 欽州街                           | 19                 | 柴灣工業城                   | 永泰道                           |
| 20#                  | 通州街公園               | 欽州街                           | 20                 | 常安街                       | 柴灣道                           |
| 21#                  | 富昌邨                   | 深旺道                           | 21                 | 富欣花園                     | 小西灣道                         |
| 22#                  | 東京街西                 | 深旺道                           | 22                 | 培僑小學                     | 富怡道                           |
| 23#                  | 長沙灣（深旺道）巴士總站 | 長沙灣（深旺道）巴士總站         | 23                 | 小西灣（藍灣半島）           | 小西灣（藍灣半島）公共運輸交匯處 |

- 以旺角為終點站的班次不經有 # 號之車站。

## 路線紀錄
- 本線開辦後創下了以下紀錄：

1. 城巴首條獨營專利過海巴士路線以及首條服務九龍區的獨營專利巴士路線，城巴曾經在其行走本線的巴士上貼上本線的宣傳廣告，亦令城巴站牌首次在九龍區出現，直至九巴加入營辦本線後才告一段落，亦因此令本線成為繼300線後第二條由獨營改為聯營的專利巴士路線，直至1997年5月1日因930線投入服務，城巴站牌才再度於九龍區（西區海底隧道收費廣場）出現。
2. 城巴首條以港島東區為總站的專利過海巴士路線。
3. 紅隧首條取道東區走廊的全日專利過海巴士路線。
4. 繼106線及606線後第三條來往柴灣的常規專利過海巴士路線。
5. 九巴首輛符合EURO 3（歐盟三型）環保標準的富豪超級奧林比安12米巴士（3ASV141／JZ6467）曾經於本線服役，並曾經貼上九巴環保車身設計比賽的冠軍作品－BeLeaf in KMB。
6. 九巴首條引入新一代亞歷山大丹尼士Enviro 500 MMC 12米低地台雙層空調巴士（編號為ATENU）作掛牌車的紅隧過海路線及荔枝角車廠路線。
7. 九巴首條全線以「城市脈搏」塗裝的巴士作掛牌的紅隧線（不計加班車字軌）。
8. 九巴首條引入Enviro 500 MMC 12.8米低地台雙層空調巴士（編號為E6X）作掛牌車的紅隧過海路線。

## 使用狀況
由於本線取道東區走廊特快來往柴灣及九龍，定線較為直接，而且途經油麻地及旺角等九龍鬧市，加上小西灣及柴灣道未有鐵路覆蓋，因此深受柴灣一帶的居民歡迎，亦有不少新界的居民乘坐港鐵到紅磡站轉乘本線，因此客量相當高，班次相當頻密，從早到晚亦客似雲來，更常常出現全車爆滿的情況。2013年12月往小西灣方向改為不經北角後，車程縮短令吸引力進一步增加，晚上時段仍經常滿載。巴士公司於繁忙時間經常加開由小西灣開往旺角及由海底隧道收費廣場開往小西灣的短途班次，以疏導乘客。令此路線成為沙中線全線通車後絕無僅有仍然維持頻密班次的紅隧路線。
雖然過海隧道巴士106線由小西灣至柴灣道一段行車路線與本線相同，但該線離開柴灣道後需途經筲箕灣道、英皇道及高士威道才進入海底隧道，遠較此線迂迴，加上繁忙時間經常塞車而令車程更難以掌握。因此部分乘客或會改乘本路線抵達紅磡海底隧道後，再轉乘101、111和116等線或在毗鄰的紅磡站乘搭港鐵屯馬綫前往目的地。

## 相關事故
- 1998年1月30日上午（農曆戊寅年大年初三），一輛往深水埗方向的城巴丹尼士巨龍（車隊編號870），駛至杜老誌道天橋轉往鴻興道時因超速失控，整部巴士向左翻側，上層尾排車頂被削去，數名乘客從天橋跌落下面道路，造成5人死亡、57人受傷。肇事城巴司機事後被控以魯莽駕駛引致他人死亡，1999年2月中在區域法院判入獄2年半及停牌4年。（相關新聞片段；另見：1998年灣仔北城巴翻側事故 ）
- 2012年11月19日早上11時許，一輛行走新巴8號線往灣仔碼頭方向的Enviro500（車隊編號4026）在柴灣道落斜期間，至近阿公岩道交界時疑因車長突然失去知覺，失控越過對面行車線，撞向一輛行走本線往小西灣（藍灣半島）方向的九巴Enviro500（車隊編號ATEU32，車牌PY5968）及一輛的士，三車被推撞到行人路邊欄桿。的士司機及兩位乘客被困，3人救出後全部傷重死亡，兩輛巴士上共52人受傷。
- 2017年9月16日柴灣道近雅麗閣對開，下午4時許，有巴士乘客報案，指車上有一對男女打架，其間有人揮刀襲擊女方，其後再取出車廂內的救生鎚擊破車窗跳車。警員持盾牌接報趕至，發現一名22歲男子倒卧巴士對開，滿身鮮血，而車上有一名20歲少女則身中多刀，兩名傷者由救護車送往東區醫院搶救。女子傷勢嚴重，至下午4時49分證實死亡，2020年12月8日被裁定謀殺罪成，2021年4月29日被判處終身監禁。（參見：柴灣118號城巴謀殺案）

## 外部連結
九巴
- 過海隧道巴士118線 （页面存档备份，存于）
- 過海隧道巴士118P線 （页面存档备份，存于）

城巴
- 過海隧道巴士118線 （页面存档备份，存于）
- 過海隧道巴士118P線 （页面存档备份，存于）

其他
- 過海隧道巴士118線－九巴掛牌表 （页面存档备份，存于）